# Reglement verkeersregels en verkeerstekens 1990
Het Reglement verkeersregels en verkeerstekens 1990, met als tweede officiële citeertitel RVV 1990, is (inmiddels) een uitvoeringsbesluit bij de Wegenverkeerswet 1994. In het RVV zijn de verkeersregels en verkeerstekens te vinden die in Nederland van toepassing zijn. Het is op 1 november 1991 van kracht geworden.
Het RVV 1990 is veel minder uitgebreid dan de eerdere versie van het RVV, het zogenaamde RVV 1966. Onder het motto Geef je verstand eens voorrang zijn in het RVV 1990 veel gedetailleerde artikelen geschrapt. Deze artikelen waren veel weggebruikers onbekend en bovendien moeilijk te handhaven. Een voorbeeld hiervan is het verbod op het schuin oversteken van de straat — bij een drukke weg doe je dat vanzelf niet en bij een rustige weg wordt het niet erg gevonden, zodat het verbod eigenlijk overbodig is. Het resultaat is een RVV op kernpunten, dat echter volgens sommige juristen erg summier is.
Onveilig gedrag dat niet valt onder het RVV kan altijd nog bestraft worden op het kapstokartikel uit de Wegenverkeerswet (WVW), waarin staat: "Het is een ieder verboden zich zodanig te gedragen dat gevaar op de weg wordt veroorzaakt of kan worden veroorzaakt of dat het verkeer op de weg wordt gehinderd of kan worden gehinderd." (art. 5 WVW).
In 2011 werd het ontwerp van diverse verkeersborden licht aangepast om de problemen die kleurblinden ondervinden te ondervangen: borden met een rode randen kregen een wit randje en waar rood en blauw elkaar raken wordt ook een witte scheidingslijn voorzien.

## Verbod op het vasthouden van een elektronisch apparaat tijdens het besturen
Artikel 61a bepaalde eerst:
Het is degene die een motorvoertuig, bromfiets, snorfiets of gehandicaptenvoertuig dat is uitgerust met een motor bestuurt verboden tijdens het rijden een mobiele telefoon vast te houden. Onder een mobiele telefoon wordt verstaan een apparaat dat bestemd is voor het gebruik van mobiele openbare telecommunicatiediensten.
Het Besluit van 24 juni 2019 tot wijziging van het Reglement verkeersregels en verkeerstekens 1990 en de bijlage, bedoeld in artikel 2, eerste lid, van de Wet administratiefrechtelijke handhaving verkeersvoorschriften in verband met uitbreiding van het verbod van het tijdens deelname aan het verkeer vasthouden van mobiele elektronische apparaten, tot fietsers en trambestuurders (uitbreiding verbod vasthouden mobiele telefoon in het verkeer) heeft dit met ingang van 1 juli 2019 gewijzigd in:
Het is degene die een voertuig bestuurt verboden tijdens het rijden een mobiel elektronisch apparaat dat gebruikt kan worden voor communicatie of informatieverwerking vast te houden. Onder een mobiel elektronisch apparaat wordt in elk geval verstaan een mobiele telefoon, een tabletcomputer of een mediaspeler.
Het geldt dus bijvoorbeeld ook voor fietsers, en ook voor apparaten zonder communicatiefunctie.